# Caius Iulius Hyginus
Caius Iulius Hyginus, gyakorta röviden csak Hyginus (Kr. e. 60 körül – Kr. u. 17), római író.

## Élete
Hyginus Hispániában (vagy talán Alexandriában) született Kr. e. 60 körül és Kr. u. 17-ben halt meg, feltehetőleg Rómában. Augustus császár szabadosa (libertusa) és könyvtárosa volt. Grammatikával és régiségtannal foglalkozott, de e tárgyú műveiből a címeken kívül semmi nem maradt fenn. Neve alatt két munka maradt ránk, ám a nyelvük alapján ezek valószínűleg legalább 100 évvel későbbi, Traianus császár vagy talán az Antoninusok korában keletkezett szövegek. Lehetséges, hogy a Hyginusnak tulajdonított szövegek az eredeti művek kivonatai, vagy egy másik Hyginus művei. A Hyginusnak tulajdonított egyik munka egy mitológiai kézikönyv, melynek címe „Genealogiae” (Leszármazások) volt. Ez nyomtatásban először 1535-ben jelent meg „Fabulae” (Mesék) címmel, ma is e címen közismert. Első részében istenek és héroszok családfáit tartalmazza, majd 277 rövid mitológiai történet következik. A szerző görög források (Apollodórosz) alapján dolgozott. A műből már Kr. u. 207-ben készült görög fordítás, melynek egy része maradt csak ránk. A mű a késő ókor és a középkor számára a mitológiai ismeretek egyik fő forrása volt. Másik műve asztrológiai-mitológiai kompendium. Ennek eredeti címét nem ismerjük, az 1482-es velencei kiadás nyomán „Poeticon astronomicon” (Költői csillagászat) néven vált ismertté, az újkori szövegkiadások Astronomica ill. De astronomia néven futnak (további címváltozatok: Poetica astronomica, De astrologia). A művet egy Marcus Fabiusnak szóló ajánlás vezeti be, a címzett mögött a filológia Quintilianust sejti. E műnek az Eratoszthenésznek tulajdonított, valójában egy Pszeudo-Eratoszthenész nevű szerző „Kataszteriszmoi” (Csillagállások) című, a csillagok és csillagzatok mitikus eredetét fejtegető, feltehetően a Kr.u. 1. században keletkezett szöveg volt a forrása.

## Művei
Kiadások:
- Fabulae, M. Schmidt, (1872)
- De astronomia, B. Bunte (1875)
- Astronomica, A. Le Boeuffl, (1983)
- De C. Julii Hygini, Augusti Liberti, Vita et Scriptis, Bunte (1846).

## Kapcsolódó irodalom
- Leffler Sámuel: Római irodalomtörténet – A középiskolák felsőbb osztályai számára és a művelt közönség használatára,  Lampel Róbert (Wodianer F. és Fiai) Cs. és Kir. könyvkereskedése, Budapest, 1903, 155–156. o.